# Shirley MacLaine

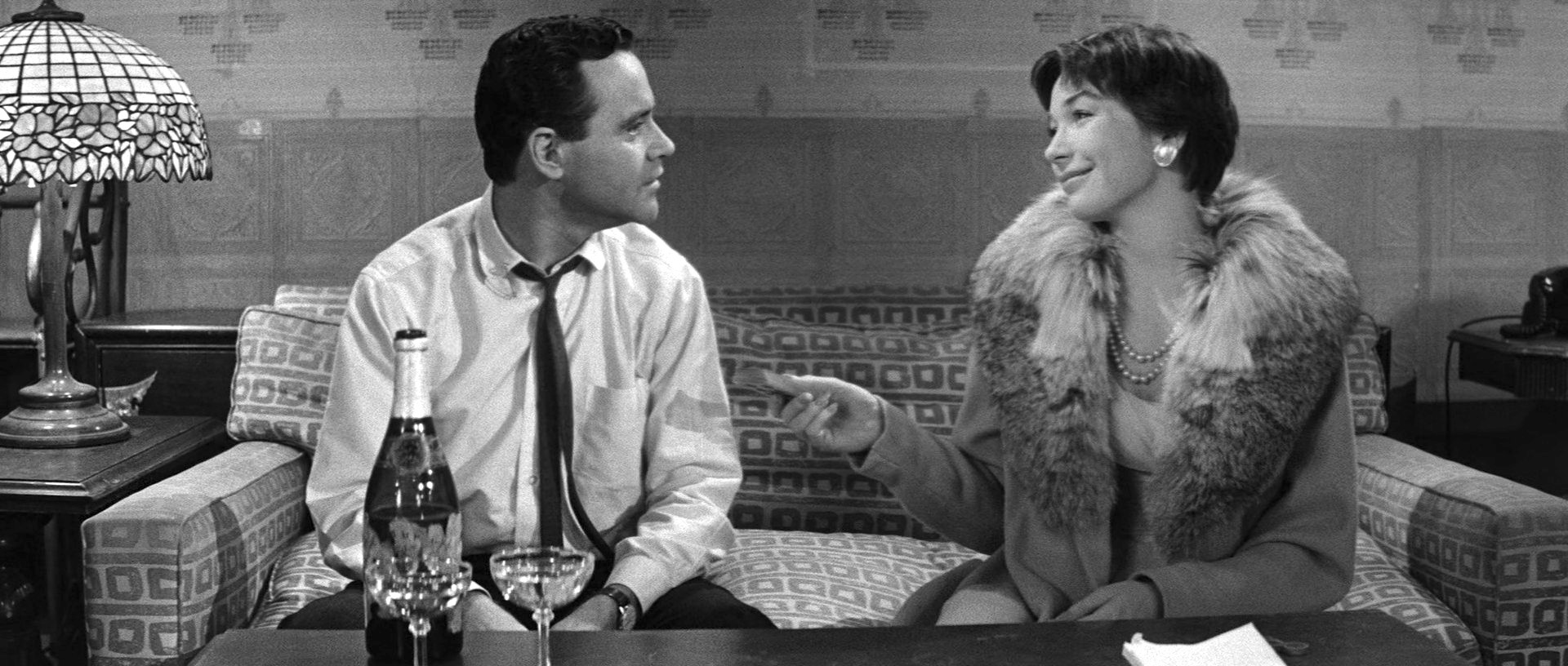
Shirley McLaine e Jack Lemmon no filme The Apartment de 1960.

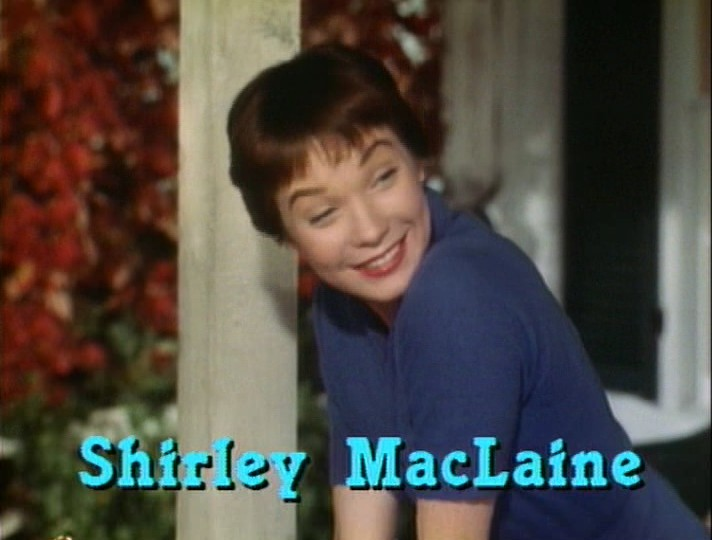
Shirley McLaine em seu primeiro filme The Trouble with Harry de 1955.

Shirley MacLean Beaty, mais conhecida como Shirley MacLaine (Richmond, 24 de abril de 1934), é uma atriz, autora e cantora estadunidense. Ela recebeu vários prêmios, incluindo um Oscar, dois BAFTAs Awards, cinco Globos de Ouro e um Emmy Award.
Nascida em Richmond, na Virgínia, MacLaine fez sua estreia como atriz ainda adolescente, com papéis menores nos musicais da Broadway Oklahoma! e The Pajama Game. Ela logo fez sua estreia no cinema com O Terceiro Tiro (1955) de Alfred Hitchcock, ganhando o Globo de Ouro de melhor atriz revelação. Logo após isso ganhou destaque com papéis principais em A Volta ao Mundo em 80 Dias (1956), Deus Sabe Quanto Amei (1958), Elas querem é casar (1959), Se meu apartamento falasse (1960), Infâmia (1961), Dois na gangorra (1962), Irma la Douce (1963) e Charity, meu amor (1969).
Indicada seis vezes ao Oscar, MacLaine ganhou o prêmio de melhor atriz pela comédia dramática Laços de Ternura (1983). Seus outros papéis no cinema incluem Momento de Decisão (1977), Muito além do jardim (1979), Madame Sousatzka (1988), Flores de Aço (1989), Lembranças de Hollywood (1990), O Entardecer de uma Estrela (1996), A Feiticeira (2005), Em Seu Lugar (2006), Idas e Vindas do Amor (2010) e A Pequena Sereia (2018).
Além de atuar, MacLaine escreveu vários livros sobre temas de metafísica, espiritualidade, reencarnação, bem como um livro de memórias Minhas Vidas (1983).

## Biografia
Shirley estudou balé na infância e adolescência e, assim que se formou no curso médio, mudou-se para Nova Iorque, para realizar o sonho de se tornar uma atriz da Broadway. Numa de suas apresentações, foi notada por um produtor de cinema, que a convidou a ir para Hollywood e trabalhar na Paramount Pictures. O primeiro filme em que atuou foi The Trouble with Harry, dirigida por Alfred Hitchcock, em 1955.
Shirley MacLaine é conhecida não apenas pela sua atuação no cinema, como também por ter escrito um grande número de livros autobiográficos e que relatam sua crença na reencarnação. Além disso, Shirley também possui crença com relação à existência de OVNI.
Atuou em dezenas de filmes no cinema e ao lado de grandes astros da sétima arte, como Jack Lemmon, em "Se meu apartamento falasse", de Billy Wilder e Irma la Douce. Destaca-se com sucesso nesses dois papéis. As duas comédias são excelentes. Trabalhou com Clint Eastwood em "Os Abutres Têm Fome" e Paul Newman e Fred Astaire no rocambolesco "A Senhora e Seus Maridos". E, também, com Peter Sellers no aclamado "Muito Além do Jardim". O grande destaque para o público 'médio'foi o papel da temperamental e carinhosa Aurora Greenway em "Laços de Ternura".
Neste há a cena em que a personagem de Shirley, desesperada com a degradação física da sua filha, que sofre de câncer, grita para que as enfermeiras administrem uma injeção contra as dores. Pelo papel, a atriz finalmente conquistou o Oscar de Melhor Atriz, após outras 5 indicações da Academia.
Shirley é irmã do ator Warren Beatty e possui uma estrela na Calçada da Fama, localizada em 1615 Vine Street. Tem uma filha e dois netos.

## Filmografia

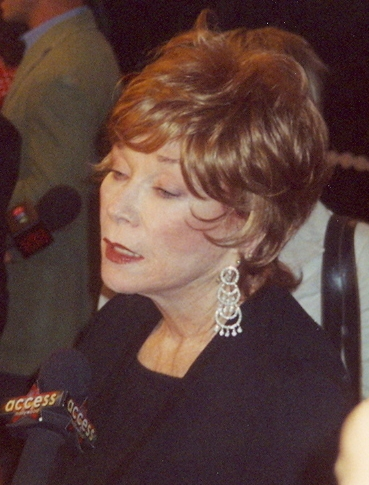
Shirley McLaine em 2005.

- 2017 - The Last Word (pt: "IN MEMORIAM")
- 2016 - Wild Oats
- 2014 - Elsa & Fred
- 2014 - Glee
- 2013 - A vida secreta de Walter Mitty
- 2010 - Valentine's Day (br: Idas e Vindas do Amor)
- 2008 – Coco Chanel (TV)
- 2007 – Closing the Ring (br: Um amor para toda a vida)
- 2005 – Bewitched (br: A feiticeira / pt: Casei com uma feiticeira)
- 2005 – Rumor Has It (br / pt: Dizem por aí…)
- 2005 – In Her Shoes (br: Em seu lugar / pt: Na sua pele)
- 2003 – Carolina
- 2003 – Salem Witch Trials (br: As bruxas de Salem) (TV)
- 2002 – Hell on the Heels: The Battle of Mary Kay (br: A batalha de Mary Kay) (TV)
- 2001 – These Old Broads (TV)
- 2000 – Bruno
- 1999 – Joana D'Arc (br / pt: Joana D'Arc) (TV)
- 1999 – Get Bruce
- 1998 – Looking for Lulu
- 1997 – A Smile Like Yours (br: Um sorriso como o seu)
- 1996 – An Evening Star (br: O entardecer de uma estrela)
- 1996 – Mrs. Winterbourne (br: Amor por acidente)
- 1995 – The West Side Waltz (br: Valsa da vida) (TV)
- 1995 – The Celluloid Closet (br: O outro lado de Hollywood)
- 1994 – Guarding Tess (br: O guarda-costas e a primeira-dama / pt: O agente secreto)
- 1993 – Wrestling Ernest Hemingway (br: Recordações)
- 1992 – Used People (br: Romance de outono)
- 1991 – Defending Your Life (br: Um visto para o céu)
- 1990 – Postcards from the Edge (br: Lembranças de Hollywood / pt: Recordações de Hollywood)
- 1990 – Waiting for the Light (br: Fantasmas endiabrados)
- 1989 – Steel Magnolias (br / pt: Flores de aço)
- 1988 – Madame Sousatzka (br: Madame Sousatzka)
- 1987 – Out on a Limb (br: Minhas vidas) (TV)
- 1984 – Cannonball Run II (br: Um rally muito louco)
- 1983 – Terms of Endearment (br / pt: Laços de ternura)
- 1980 – A Change of Seasons
- 1980 – Loving Couples (br:Casais trocados)
- 1979 – Being There (br: Muito além do jardim)
- 1977 – Sois belle et tais-toi
- 1977 – The Turning Point (br: Momento de decisão)
- 1976 – Gypsy in My Soul (TV)
- 1975 – The Other Half of the Sky: A China Memoir
- 1973 – Year of the Woman
- 1972 – The Possession of Joel Delaney (br: Possuídos pelo mal)
- 1971 – Desperate Characters
- 1969 – Two Mules for Sister Sara (br: Os abutres têm fome)
- 1969 – Sweet Charity (br: Charity, meu amor)
- 1968 – The Bliss of Mrs. Blossom
- 1967 – Woman Times Seven (br: Sete vezes mulher)
- 1966 – Gambit (br: Como possuir Lissu)
- 1965 – John Goldfarb, Please Come Home (br: O Harém das Encrencas)
- 1965 – The Yellow Rolls-Royce (br: O Rolls-Royce amarelo)
- 1964 – What a Way to Go! (br: A senhora e seus maridos)
- 1963 – Irma La Douce (br: Irma La Douce)
- 1962 – Two for the Seesaw (br: Dois na gangorra / pt: Baloiço para dois)
- 1962 – My Geisha (br: Minha doce gueixa)
- 1961 – Two loves
- 1961 – The Children's Hour (br: Infâmia)
- 1961 – All in a Night's Work (br: A dama da madrugada)
- 1961 – Ocean's Eleven (1960) (br: Onze homens e um segredo)
- 1960 – The Apartment (br: Se meu apartamento falasse / pt: O apartamento)
- 1960 – Can-Can (br: Can-Can)
- 1959 – Ask Any Girl (br: Elas querem é casar)
- 1959 – Career (br: Calvário de glória)
- 1958 – Hot Spell
- 1958 – The Matchmaker (br: A mercadora de felicidade)
- 1958 – Some Came Running (br / pt: Deus sabe quanto amei)
- 1958 – The Sheepman (br: O Irresistível Forasteiro)
- 1956 – Around the World in 80 Days (br: A volta ao mundo em 80 dias / pt: Volta ao mundo em oitenta dias)
- 1955 – Artists and Models (br: Artistas e modelos)
- 1955 – The Trouble with Harry (br / pt: O terceiro tiro)

## Prêmios e indicações
Oscar (EUA)
- Recebeu cinco indicações na categoria de "Melhor Atriz", por Deus sabe quanto amei (1958), Se meu apartamento falasse (1960), Irma La Douce (1963), Momento de decisão (1977) e "Laços de Ternura" (1983); venceu por Laços de Ternura.
- Recebeu uma indicação na categoria de "Melhor Documentário", por The Other Half of the Sky: A China Memoir (1975).

Globo de Ouro (EUA)
- Recebeu três indicações na categoria de "Melhor Atriz - Drama", por Deus sabe quanto amei (1958), Laços de ternura (1983) e Madame Sousatzka (1988); venceu por Laços de Ternura e Madame Sousatzka.
- Recebeu nove indicações na categoria de "Melhor Atriz - Comédia /Musical", por Elas querem é casar (1959), Se meu apartamento falasse (1960), Irma La Douce (1963), Como possuir Lissu (1966), Sete vezes mulher (1967), Charity, meu amor (1969), Muito além do jardim (1979), Romance de outono (1992) e O guarda-costas e a primeira-dama (1994); venceu por Se meu apartamento falasse e Irma La Douce.
- Recebeu duas indicações na categoria de "Melhor Atriz - Filme para TV / Mini-série", por Minhas vidas (1987) e Hell on Heels: The Battle of Mary Kay (2002).
- Recebeu duas indicação na categoria de "Melhor Atriz Coadjuvante", por Lembranças de Hollywood (1990) e Em seu Lugar (2005).
- Recebeu o prêmio de "Melhor Revelação Feminina", em 1955.

Prêmio Cecil B. DeMille (EUA)
- Em 1998, concedido pela Associação de Jornalistas Estrangeiros de Hollywood.

BAFTA (Reino Unido)
- Recebeu três indicações na categoria de "Melhor Atriz", por Muito além do jardim (1979), Laços de ternura (1983) e Lembranças de Hollywood (1990).
- Recebeu cinco indicações na categoria de "Melhor Atriz Estrangeira", por O Terceiro tiro (1955), Elas querem é casar (1959), Se meu apartamento falasse (1960), Irma La Douce (1963) e A senhora e seus maridos (1964); venceu por Elas querem é casar e Se meu apartamento falasse.
- Recebeu uma indicação na categoria de "Melhor Atriz Coadjuvante", por Flores de Aço (1989).

Festival de Berlim (Alemanha)
- Ganhou duas vezes o Urso de Prata, na categoria de "Melhor Atriz", por Elas querem é casar (1959) e Desperate Characters (1971).
- Ganhou um Urso de Prata honorário em 1999, em homenagem à sua carreira.

Festival de Veneza (Itália)
- Ganhou duas vezes o troféu Volpi, na categoria de "Melhor Atriz", por Se meu apartamento falasse" (1960) e Madame Sousatzka (1988).

Framboesa de Ouro (EUA)
- Recebeu uma indicação na categoria de "Pior Atriz", por Um rally muito louco (1984).